# Месецослов (сборник)
„Месецослов“ е годишен сборник, издаван от т.нар. „Община на българската книжнина“ в Цариград в края на 1850-те години. Поради разнородното съдържание на сборника някои автори го смятат за списание.

## Издания
1857
В края на 1856 г. като свое първо издание Общината отпечатва „Месецослов“ за 1857 г. Той е типичен календарен сборник, редактиран от Димитър Мутев и Драган Цанков. На малък формат, в обем от 134 страници освен календарната си част той съдържа:
- статии – „Народите от турското царство“ от А. Убичини, „Един поглед върху българската история от Цанков;
- „Известие“ за задачите на Общината на българската книжнина,
- списък „Вестниците в Турското царство“ и др.

1858
„Месецослов“ не излиза през 1858 г.
1859
Сборникът за 1859 г. е в почти същия обем и формат като първия брой. И в него освен чисто календарната част има:
- статии – „За леточислението или хронологията“ от Мутев, „Пътувание на г. Валша от Цариград в Англия. Пратил П. Р. Славейков“, „Описание на Лясковец“ от И. К.;
- стихотворения – от С. Филаретов и Н. Катранов и от В. Попович за изгарянето на Търновската библиотека,
- домакински и други съвети от Д. Константинов,
- документи за отношенията между цар Калоян и папа Инокентий и
- „Летопис на Турското царство“ от 1 януари 1859 г.“